# أحمد هشام (لاعب كرة يد)
احمد هشام هو لاعب كرة يد والحاصل مع منتخب مصر للناشئين على بطولة العالم للناشئين لكرة اليد سنة 2019 وهو احسن لاعب في العالم للناشئين في بطولة كاس العالم 2019 للناشئين وقد تم تكريمه بوسام الطبقة الأولى.

يلقب احمد هشام بدودو، دودو ضمن أربعة لاعبين تواجدوا مع منتخب مصر للشباب قبل منتخب الناشئين بأسابيع وحصلوا على المركز الثالث في كأس العالم للشباب تحت 21 سنه، قبل أن يشاركوا رفقة منتخب الناشئين ويحصلوا على كاس العالم.